# Меса (музичний жанр)

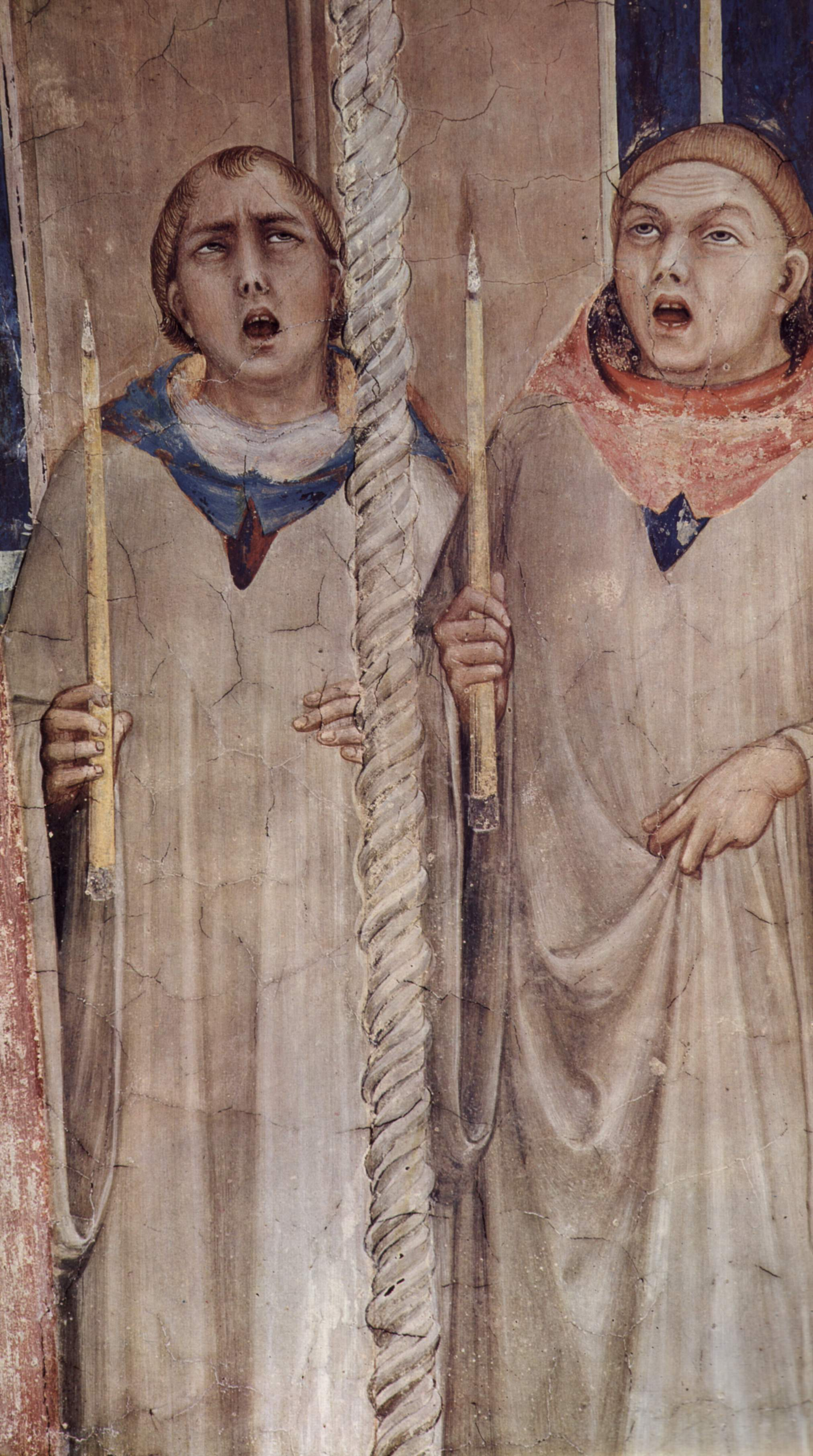
Симоне Мартіні «Релігійний спів у месі»

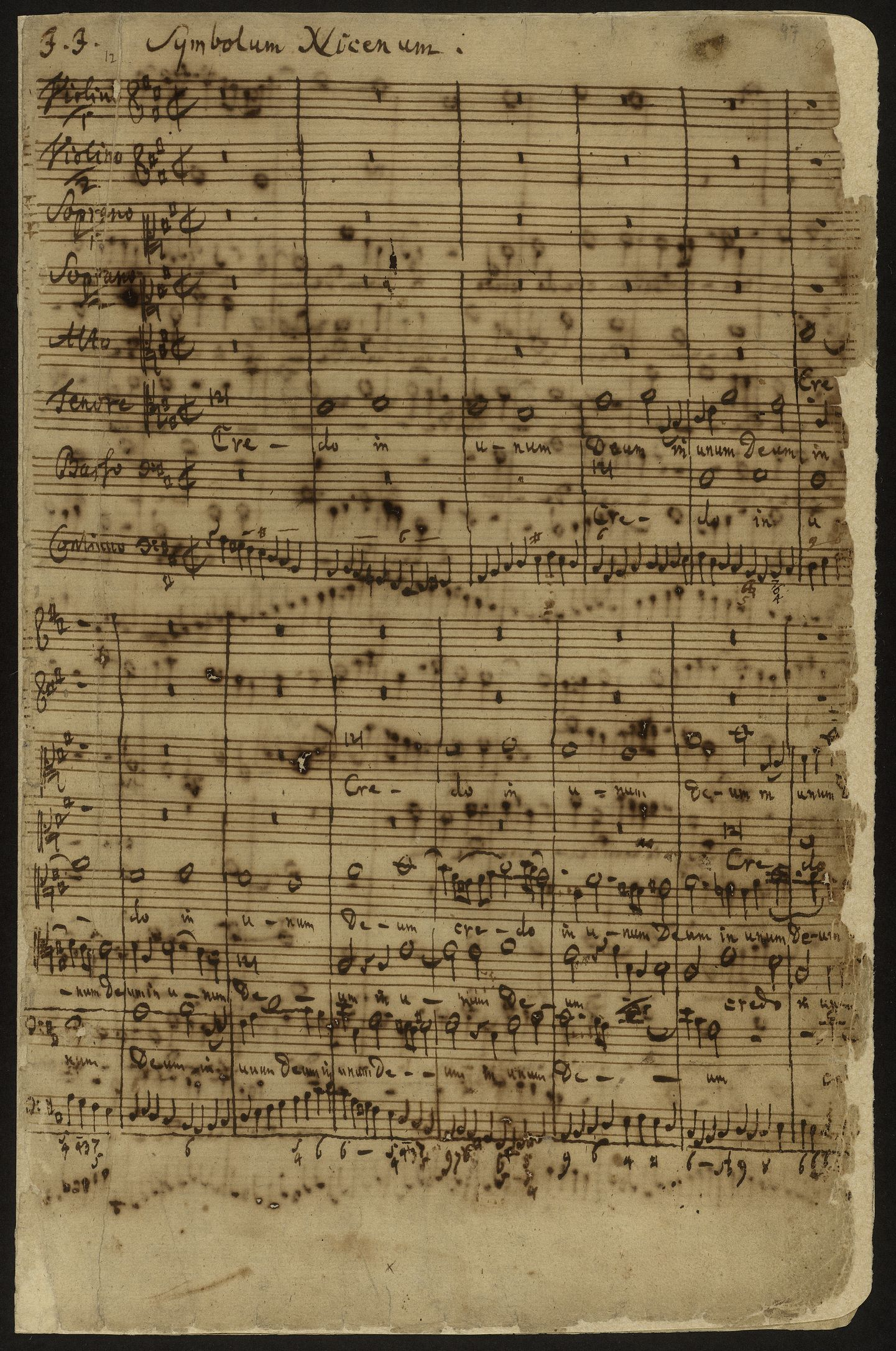
Автограф першого аркушу «Credo» Меси Й.С. Баха

Ме́са — вокальний або вокально-інструментальний жанр духовної музики, що має циклічну будову.
Початково меси призначалися для виконання у храмах під час богослужінь, що традиційно називаються месами. До X століття меси виконувалися одноголосно (григоріанський спів), пізніше багатоголосно. З XVII століття у церквах латинського обряду використовують інструментальний супровід. У православних, а також греко-католицьких церквах зберігається виконання мес хором a cappella, проте традиційно ці твори називають літургіями.

## Структура меси
Меси можуть містити співи двох типів:
- Ординарій (Ordinarium missae) — постійні частини, що мають стандартні тексти. Велика меса включає шість таких частин:
  - I. Kyrie — «Господи помилуй»
  - II. Gloria — «Слава»
  - III. Credo — «Вірую»
  - IV. Sanctus — «Святий»
  - V. Benedictus — «Благословенний»
  - VI. Agnus Dei — «Агнець Божий»
- Пропрій (Proprium missae) — частини, тексти яких можуть змінюватися залежно від події, якій приурочена меса (Наприклад alleluja, секвенція і т. д.).

Залежно від кількості частин, меси бувають:
- missa brevis — коротка меса, що складається з двох частин: Kyrie i Gloria
- missa solemnis — урочиста, велика меса, як правило включає усі 6 частин ординаріо.
- Особливим різновидом меси є Реквієм — заупокійна служба. Цей цикл традиційно починається з градуалу Requiem aeterna («Вічний спокій»), а також включає ряд інших частин, зазвичай відсутніх у месі.

## Історичний розвиток мес
З точки зору використання музичного матеріалу, серед багатоголосних мес XIV–XVI століть розрізняють:
- Меси, що спираються на cantus firmus у теноровому голосі (пізніше також у сопрано), що походив з григоріанських співів. Такі меси поширені у композиторів нідерландської школи
- missa parodia — меса, що спиралася на існуючу мелодію даного або іншого автора. Композитор міг змінити кількість голосів та змодифікувати композицію. Зокрема Орландо ді Лассо був автором мес. що писалися на мелодії французьких шансонів.
- missa sine nomine (безіменна)- меса, створена на власній мелодії композитора. Меси без cantus firmus з'явилися у кінці 15-16 ст., найвідомішим взірцем такого твору є Меса Папи Марцелла Дж. Палестрини.

У XVII–XX століттях жанр меси зазнав еволюцію, що була характерна усім жанрам церковної музики. В епоху бароко меса набула рис концертності, зблизившись з жанром опери, в епоху класицизму — відбулася симфонізація жанру, у XIX столітті жанр зазнав впливу естетики романтизму.
А у XX столітті...